# SS Port Nicholson
A Port Nicholson egy angol teherszállító gőzhajó, amelyet egy német tengeralattjáró süllyesztett el a második világháborúban. Az Atlanti-óceán mélyén nyugvó roncsban hatalmas értékű nemesfémszállítmányt feltételezett egy hivatásos roncskutató. Később kiderült, az állítás nem igaz.

## Építése
A 8 ezer 400 bruttó regisztertonnás hűtőhajó építése 1918 novemberében kezdődött Hebburnben a Commonwealth & Dominion Line Ltd számára, amely 1937-től Port Line Ltd néven működött tovább. A Port Nicholson építését 1919. május 13-án fejezték be. A hajót az R & W Hawthorn, Leslie & Co Ltd cég négy gőzturbinája által forgatott két propeller hajtotta. Sebessége 14 csomó volt.
A hajót több baleset is érte. 1928-ban ki kellett kötnie Pago Pagóban, miután az Új-Zélandra vezető úton tűz ütött ki a rakterében. 1937-ben ismét tűz rongálta meg Melbourne-ben. Egy évvel később a hajó összeütközött az Ocean Cock nevű vontatóhajóval, amely elsüllyedt. A balesetben a kisméretű hajó négy matróza meghalt.

## Elsüllyesztése
A feljegyzések szerint az 1600 tonna autóalkatrészt és 4000 tonna különböző hadi felszerelést szállító gőzhajó az XB-25 kódjelű konvoj tagjaként haladt a kanadai Halifaxből az amerikai Bostonba, amikor 1942. június 16-án megtámadta az U–87-es német tengeralattjáró. A búvárhajó kapitánya, Joachim Berger kevéssel hajnali negyed öt után adott tűzparancsot. A Port Nicholsont két torpedó találta el, az egyik pont a gépháznál robbant. Mivel a gőzös nem süllyedt el azonnal, a Kanadai Királyi Haditengerészet Nanaimo nevű hajója fel tudta venni a túlélőket, 80 tengerészt és négy géppuskást. A támadásban hatan haltak meg.

## Kincsvadászok
Egy amerikai roncskutató, Greg Brooks 2012. február 1-jén jelentette be, hogy négy évvel korábban megtalálta a Port Nicholson roncsait. Elmondása szerint azért nem beszélt eddig erről, mert biztosítani akarta magának a rakomány jogát. Brooks ugyanis úgy véli, hogy a hajóban nem az amerikai kincstári könyvelésben szereplő áru, hanem hárommilliárd dollár értékű nemesfém - 71 tonna platina, aranyrudak és gyémántok - van. Szerinte a nemesfémeket a Szovjetunió küldte az Egyesült Államoknak, hogy azzal fizessen a katonai segítségért. A bejelentés után a brit kormányt képviselő jogász, Timothy Shusta azt mondta: várnak a rakomány kiemelésének megkezdéséig, és csak azután döntenek arról, hogy London bejelenti-e igényét rá. A hajó - Brooks közlése szerint - 213 méter mélyen, Cape Codtól nyolcvan kilométernyire nyugszik az Atlanti-óceán mélyén.
2014-ben Greg Brooks, miután több millió dollárt gyűjtött össze befektetőktől, elismerte, hogy a roncsok nem rejtenek kincseket.